# RIM-101
RIM-101 là một dự án phát triển tên lửa phòng không trên tàu chiến của Hải quân Mỹ. Việc phát triển được tiến hành trong những năm đầu 1970s, với cơ sở là từ tên lửa RIM-7 Sea Sparrow, đã bị hủy bỏ ngay trước khi công việc thiết kế chi tiết được tiến hành.

## Phát triển và hủy bỏ
Đầu những năm 1970s, Hải quân Mỹ bắt đầu một chương trình phát triển tên lửa phòng không thế hệ mới trên tàu chiến để chống mục tiêu là máy bay và tên lửa. Định danh của tên lửa là ZRIM-101A vào năm 1973.
Tên lửa RIM-101 được dự kiến sẽ được phóng từ ống phóng, sử dụng một lượng nổ nhỏ để tạo lực đẩy tên lửa khỏi ống phóng, trước khi động cơ nhiên liệu rắn của tên lửa được kích hoạt. Tên lửa được phát triển dựa trên SAM FIM-43 Redeye. Giai đoạn bay hành trình tên lửa dẫn đường bằng radar bán chủ động, sử dụng radar băng tần I, trong khi giai đoạn tiếp cận mục tiêu sử dụng đầu dò hồng ngoại. Tuy nhiên dự án RIM-101 đã bị hủy bỏ trước khi tiến hành thiết kế và phát triển, không có nguyên mẫu nào được chế tạo.
Giới phân tích cho rằng RIM-101 được phát triển từ tên lửa RIM-7 Sea Sparrow với các tính năng cao cấp, và nó sẽ đi vào trang bị trong Hải quân Mỹ với tên gọi Basic Point Defense Missile System. Trong khi nguyên mẫu RIM-7 không trùng khớp với thông số của RIM-101, thì phiên bản tiên tiến hơn là RIM-7E có sự trùng khớp về tính năng và mốc thời gian phát triển, trong khi phiên bản RIM-7F được phát triển sau khi chương trình RIM-101 bị hủy bỏ.

### Bibliography
- Andrade, John (1979). U.S. Military Aircraft Designations and Serials since 1909. Leicester, UK: Midland Counties Publications. ISBN 0-904597-22-9. Truy cập ngày 26 tháng 1 năm 2011.
- Morison, Samuel L.; John S. Rowe (1975). The Ships & Aircraft of the U.S. Fleet (ấn bản thứ 10). Annapolis, MD: United States Naval Institute. ISBN 0-87021-639-2.
- Parsch, Andreas (2002). "RIM-101". Directory of U.S. Military Rockets and Missiles. designation-systems.net. Truy cập ngày 26 tháng 1 năm 2011.
- Parsch, Andreas (2007). "Raytheon AIM/RIM-7 Sparrow". Directory of U.S. Military Rockets and Missiles. designation-systems.net. Truy cập ngày 26 tháng 1 năm 2011.